# Журавка (Шполянский район)
Жу́равка (укр. Жу́равка) — село в Шполянском районе Черкасской области Украины.
Население по переписи 2024 года составляло 1043 человек. Почтовый индекс — 20637. Телефонный код — 4741.

## Местный совет
20637, Черкасская обл., Шполянский р-н, с. Журавка